# Oscar Dautt
Oscar Manuel Dautt Bojorquez (Guasave, 8 giugno 1976) è un ex calciatore messicano, di ruolo portiere.